# لي نايلور (منافسة ألعاب القوى)
لي نايلور (بالإنجليزية: Lee Naylor)‏ هي منافسة ألعاب القوى أسترالية، ولدت في 26 يناير 1971 في شيبارتون في أستراليا.

## وصلات خارجية
- لي نايلور على موقع الاتحاد الدولي لألعاب القوى (الإنجليزية)
- لي نايلور على موقع النتائج التاريخية لألعاب القوى الأسترالية (الإنجليزية)
- لي نايلور على موقع أوليمبيديا (الإنجليزية)
- لي نايلور على موقع اللجنة الأولمبية الأسترالية (الإنجليزية)